# یوهان فابر
یوهان فابر (انگلیسی: Johann Faber; ۱ ژانویهٔ ۱۴۷۸ – ۲۱ مهٔ ۱۵۴۱) کشیش کاتولیک، نویسنده، و متخصص الهیات اهل امپراتوری مقدس روم بود.